# صحراء نيمه
صحراء نيمه (بالفارسية: صحراى نيمه) (بالإنجليزية: Sahray-e Nimeh)‏، قرية في قسم حومه الريفي، الناحية المركزية، مقاطعة لارستان، محافظة فارس، إيران. يبلغ عدد سكانها حسب إحصاء عام 2006 ميلادية 151 نسمة في 37 عائلة.